# Harold Anthony Perera
Harold Anthony Perera (Bopitiya, 9 giugno 1951) è un vescovo cattolico singalese, dal 14 maggio 2009 vescovo di Kurunegala.

## Biografia
Harold Anthony Perera è nato a Bopitiya il 9 giugno 1951.

### Formazione e ministero sacerdotale
Ha iniziato gli studi presso la St.Joseph's School di Pamunugama e il 13 gennaio 1962 è entrato nel seminario minore "San Luigi" a Borella. Nel 1971 è stato ammesso al seminario intermedio di Haputale e nel 1973 è passato al seminario nazionale di Kandy. Diplomato in programmazione informatica, per alcuni anni ha affiancato gli studi al lavoro come impiegato presso la Ceylon Auto Industries Ltd. Ha completato gli studi a Roma ottenendo il baccalaureato in teologia presso la Pontificia università urbaniana e la licenza nella stessa disciplina presso la Pontificia università "San Tommaso d'Aquino".
Il 5 luglio 1980 è stato ordinato presbitero per l'arcidiocesi di Colombo da monsignor Nicholas Marcus Fernando. In seguito è stato vicario parrocchiale a Dalugama e Bolawalana; parroco di Kurana, Tudella e Liyanagemulla; economo e membro dello staff del seminario nazionale di Kandy; procuratore dell'arcidiocesi di Colombo; amministratore delle tenute arcidiocesane; amministratore del santuario di Sant'Antonio; direttore diocesano delle Pontificie Opere Missionarie, membro del consiglio per il personale e del collegio dei consultori e direttore del filosofato del seminario maggiore nazionale.

### Ministero episcopale
Il 29 gennaio 2003 papa Giovanni Paolo II lo ha nominato vescovo di Ratnapura. Ha ricevuto l'ordinazione episcopale il 18 marzo successivo nella cattedrale di Santa Lucia a Colombo dall'arcivescovo Albert Malcolm Ranjith Patabendige Don, segretario aggiunto della Congregazione per l'evangelizzazione dei popoli, co-consacranti l'arcivescovo metropolita di Colombo Oswald Thomas Colman Gomis e il vescovo di Jaffna Thomas Emmanuel Savundaranayagam. Ha preso possesso della diocesi il 22 marzo successivo con una cerimonia tenutasi nella cattedrale dei Santi Pietro e Paolo a Ratnapura.
Il 15 febbraio 2005 lo stesso pontefice lo ha nominato vescovo di Galle. Ha preso possesso della diocesi l'8 marzo successivo con una cerimonia tenutasi nella cattedrale di Santa Maria Regina del Santo Rosario a Galle.
Nel maggio del 2005 ha compiuto la visita ad limina.
Dal 6 luglio 2006 al 28 luglio 2007 è stato anche amministratore apostolico di Ratnapura.
Il 14 maggio 2009 papa Benedetto XVI lo ha nominato vescovo di Kurunegala. Ha preso possesso della diocesi l'11 luglio successivo con una cerimonia tenutasi nella cattedrale di Sant'Anna a Kurunegala.
Nel maggio del 2014 ha compiuto una seconda visita ad limina.
Ha partecipato alla XIV assemblea generale ordinaria del Sinodo dei vescovi che ha avuto luogo nella Città del Vaticano dal 4 al 25 ottobre 2015 sul tema "La vocazione e la missione della famiglia nella Chiesa e nel mondo contemporaneo".
Dal 10 giugno 2022 è presidente della Conferenza dei vescovi cattolici dello Sri Lanka. In precedenza è stato presidente della commissione per il dialogo interreligioso e l'ecumenismo dal 2003 al 2005; presidente della commissione per le finanze, presidente della commissione per la giustizia, la pace e lo sviluppo umano dal 2007; incaricato per i giovani e per la Legio Mariae; segretario della task force per lo tsunami e membro della commissione nazionale per i seminari.
È stato anche membro del comitato permanente della Federazione delle conferenze episcopali dell'Asia.
Inoltre, il Governo lo ha nominato giudice di pace per l'intera isola.

## Genealogia episcopale
La genealogia episcopale è:
- Cardinale Scipione Rebiba
- Cardinale Giulio Antonio Santorio
- Cardinale Girolamo Bernerio, O.P.
- Arcivescovo Galeazzo Sanvitale
- Cardinale Ludovico Ludovisi
- Cardinale Luigi Caetani
- Cardinale Ulderico Carpegna
- Cardinale Paluzzo Paluzzi Altieri degli Albertoni
- Papa Benedetto XIII
- Papa Benedetto XIV
- Papa Clemente XIII
- Cardinale Marcantonio Colonna
- Cardinale Giacinto Sigismondo Gerdil, B.
- Cardinale Giulio Maria della Somaglia
- Cardinale Carlo Odescalchi, S.I.
- Cardinale Costantino Patrizi Naro
- Cardinale Lucido Maria Parocchi
- Papa Pio X
- Papa Benedetto XV
- Cardinale Willem Marinus van Rossum, C.SS.R.
- Arcivescovo Leo Peter Kierkels, C.P.
- Cardinale Thomas Benjamin Cooray, O.M.I.
- Arcivescovo Nicholas Marcus Fernando
- Cardinale Albert Malcolm Ranjith Patabendige Don
- Vescovo Harold Anthony Perera